# Belang (Indonesië)
Belang is een bestuurslaag in het regentschap Ponorogo van de provincie Oost-Java, Indonesië. Belang telt 1224 inwoners (volkstelling 2010).